# 北赤羽站
北赤羽站（日语：／ Kita-akabane eki */?）是位於東京都北區赤羽北二丁目與浮間三丁目，屬於東日本旅客鐵道（JR東日本）的鐵路車站。車站編號是JA16。 略稱為「北赤」（きたあか）。此站停靠的路線在軌道名稱上是東北本線（別線），運行系統上則是埼京線。

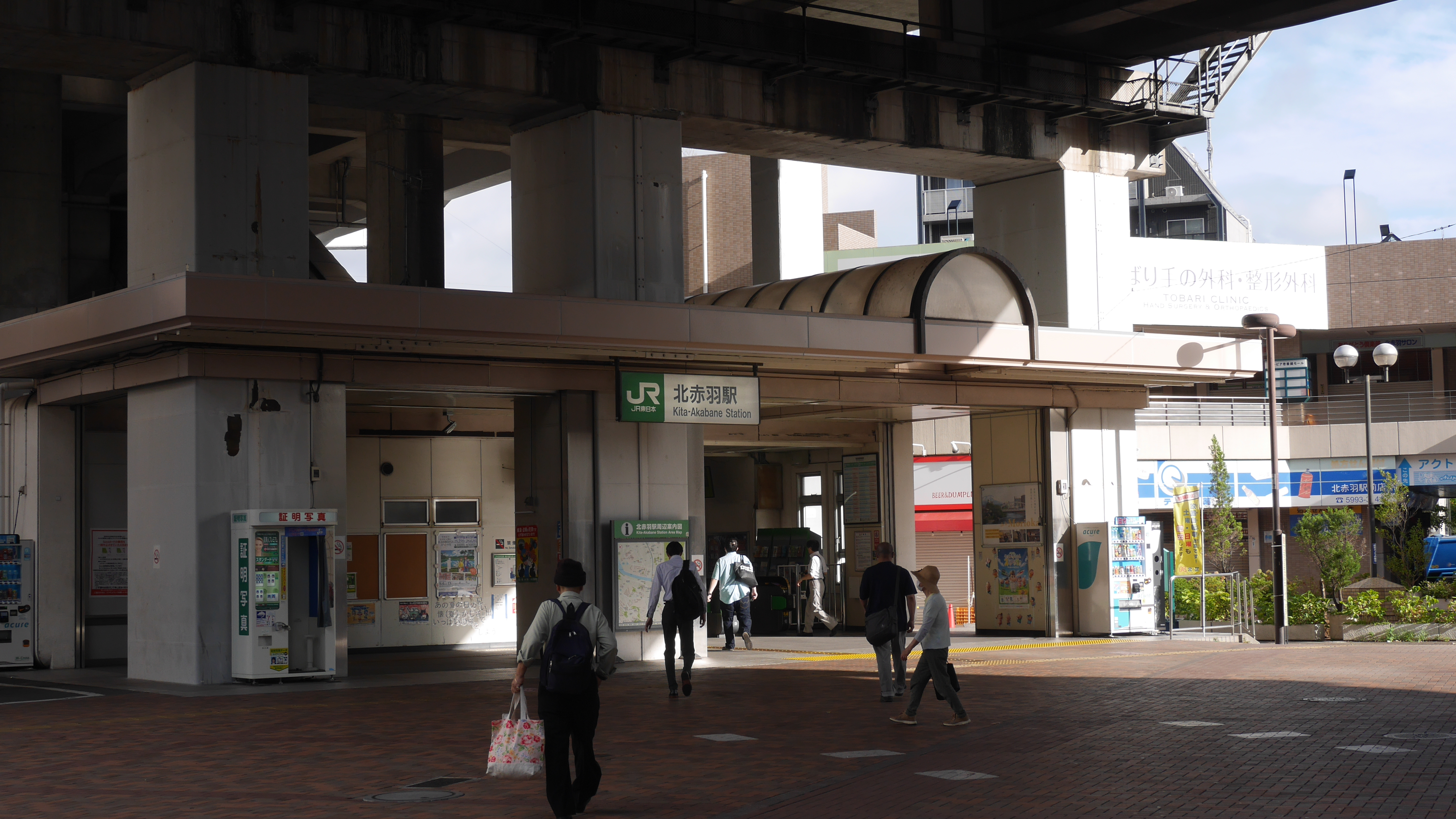
赤羽出入口（2023年8月）

## 車站構造
本站為島式月台1面2線的高架車站，月台位於橫跨新河岸川上的浮間橋南側。閘口被河流夾着，上行赤羽方為「赤羽口」以及下行大宮方向為「浮間口」兩個。依據JR的特定都區市內制度，本站屬於「東京都區內」。
赤羽出入口和浮間出入口皆有設置扶手電梯與廁所，但升降機與儲物櫃只設於浮間口。
赤羽方向有赤羽台隧道，同時與東北（秋田、山形）、上越、北陸新幹線軌道並行，月台上可看見新幹線。而埼京線嚴格而言屬東北本線的一部分，因此設置的距離標都是以東京站為起點。（東北本線的東京起點為14.7公里）

### 月台配置
| 月台 | 路線   | 方向 | 目的地                       | 備註                |
| ---- | ------ | ---- | ---------------------------- | ------------------- |
| 1    | 埼京線 | 南行 | 池袋、新宿、大崎、臨海線方向 | 經大崎站直通臨海線  |
| 2    | 埼京線 | 北行 | 武藏浦和、大宮、川越方向     | 經大宮站直通■川越線 |

（來源：JR東日本:車站構內圖（页面存档备份，存于））

### 車站顏色
1985年（昭和60年）9月30日開業的埼京線各站（全部10個車站）都新設車站顏色，民營化後繼續沿用。此站的顏色是紫藤色。

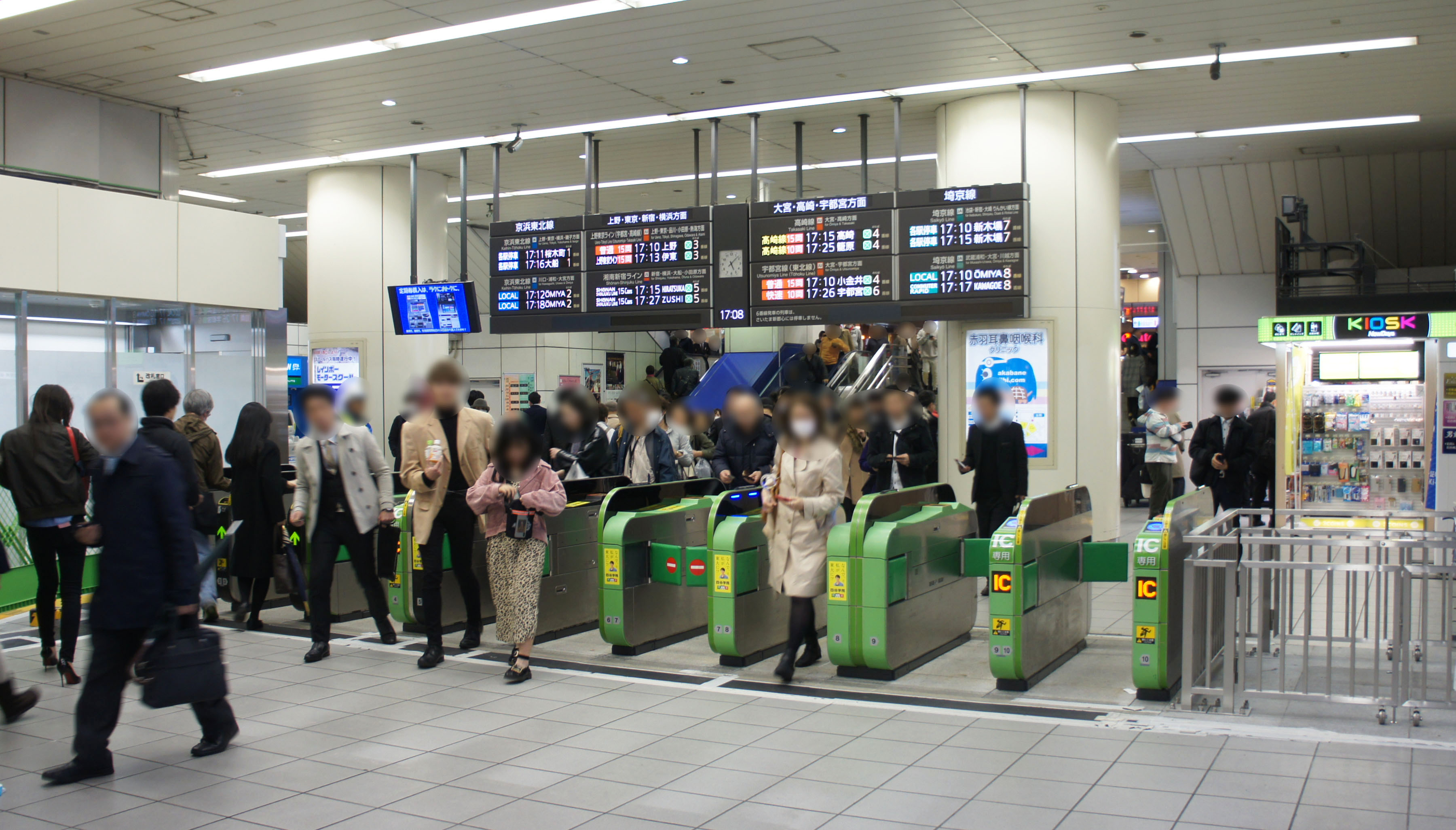
北驗票口(2019年3月)
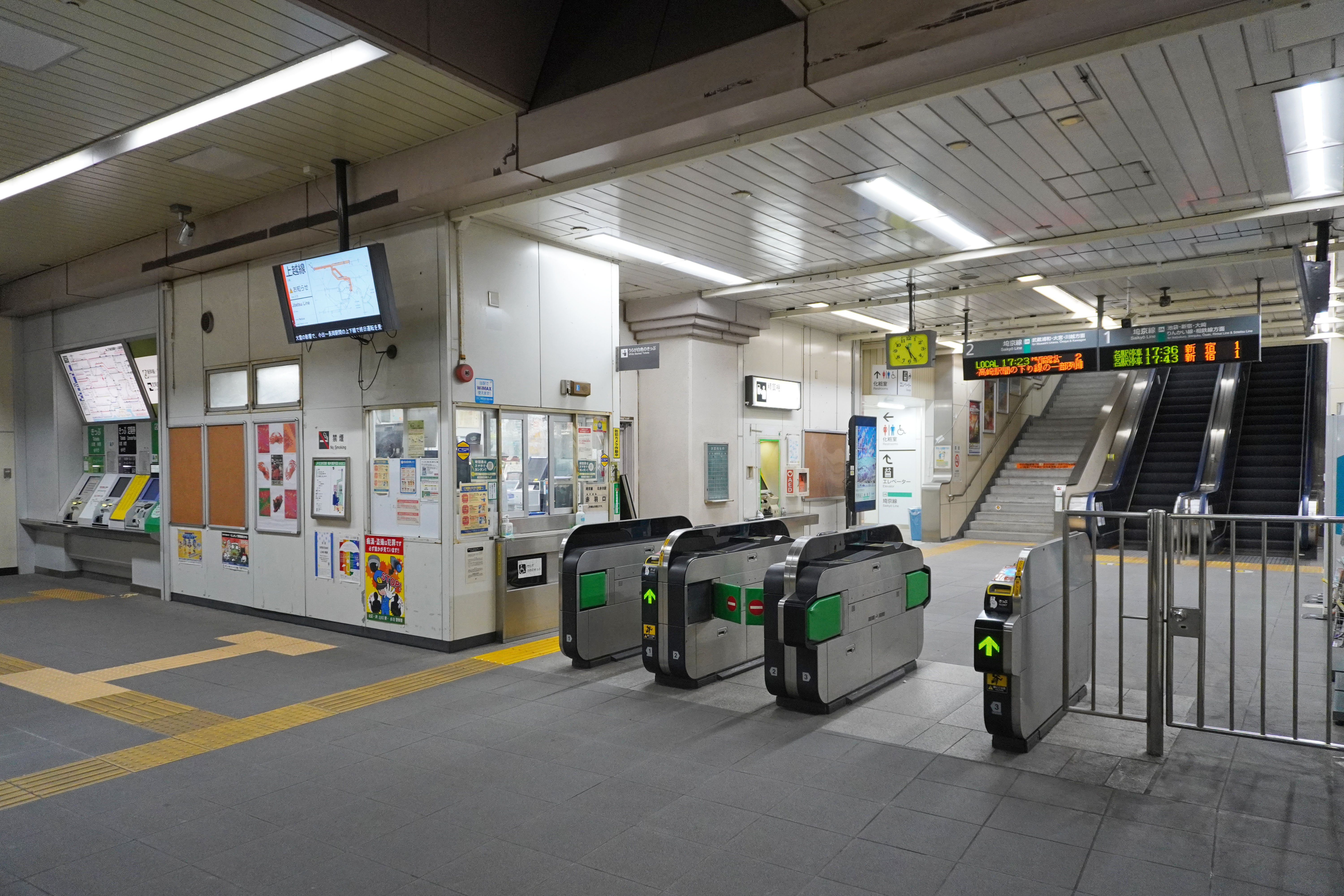
赤羽口的驗票閘口（2023年1月）
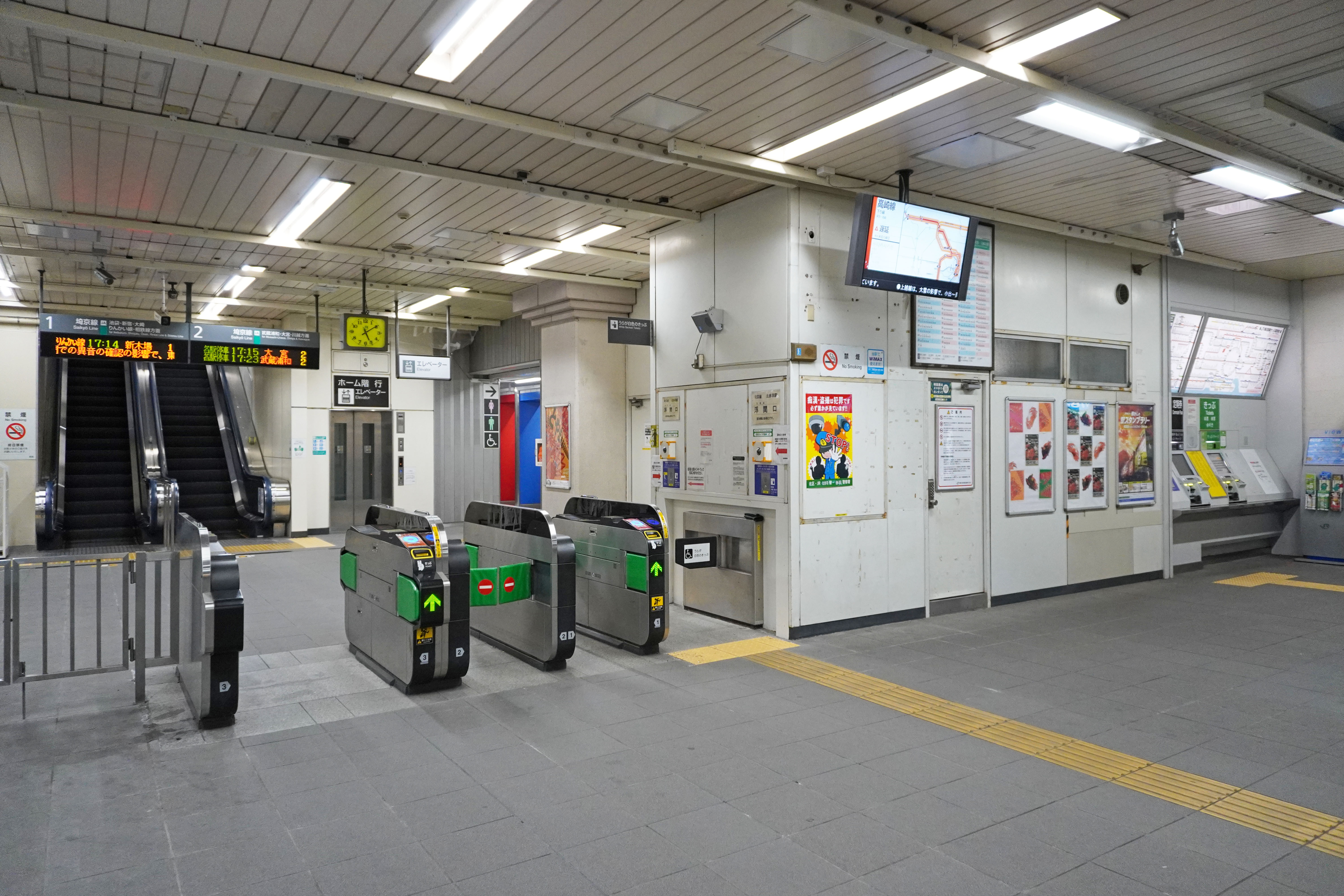
浮間口的驗票閘口（2023年1月）
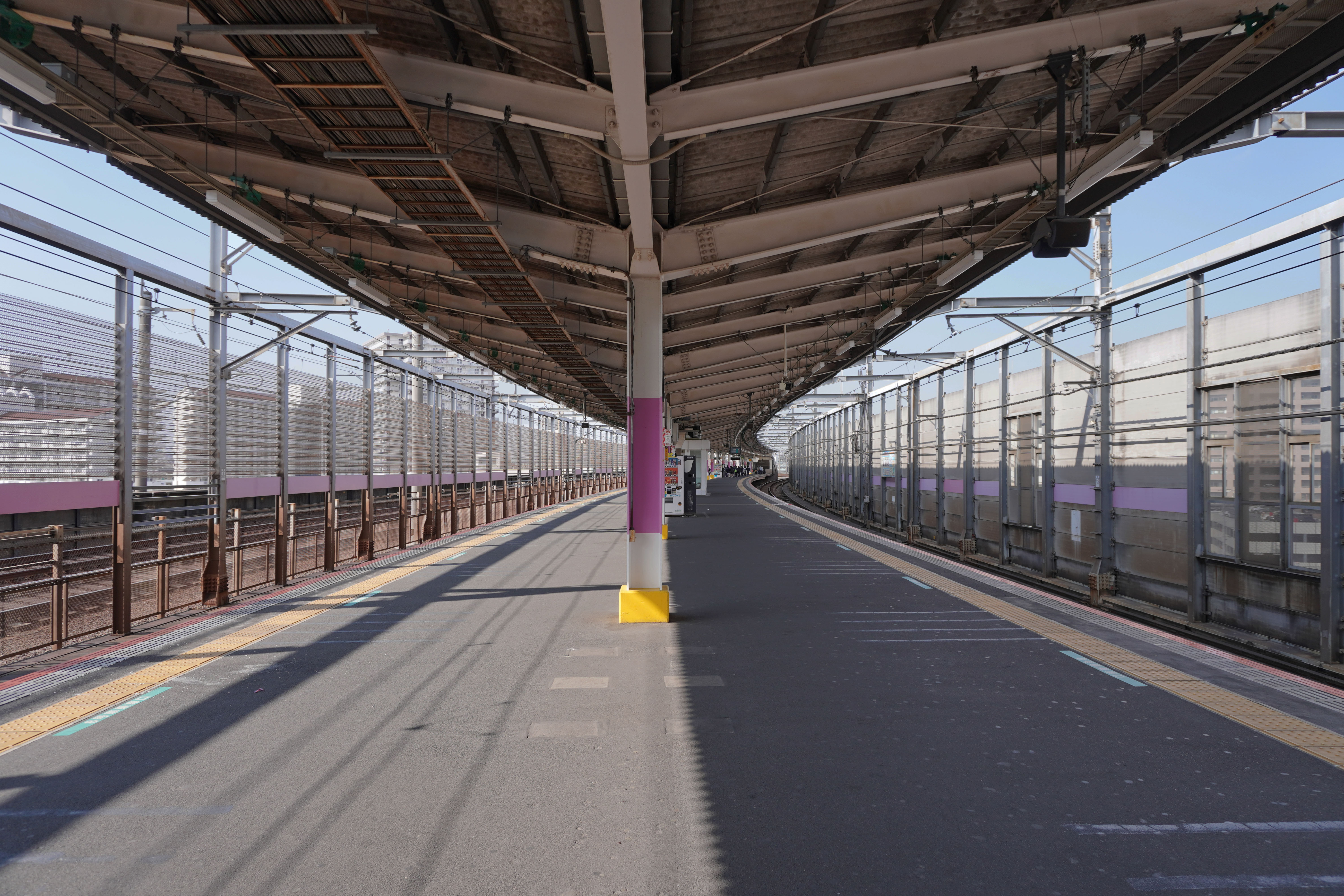
月台（2023年2月）

## 使用情況
2019年（令和元年）度1日平均上車人次為19,078人。
近年的推移如下表。
| 年度               | 1日平均 上車人次 | 來源     |
| ------------------ | ---------------- | -------- |
| 1985年（昭和60年） | 7,005            | [ * 1 ]  |
| 1986年（昭和61年） | 10,786           | [ * 2 ]  |
| 1987年（昭和62年） | 12,497           | [ * 3 ]  |
| 1988年（昭和63年） | 13,923           | [ * 4 ]  |
| 1989年（平成元年） | 15,403           | [ * 5 ]  |
| 1990年（平成02年） | 16,871           | [ * 6 ]  |
| 1991年（平成03年） | 17,612           | [ * 7 ]  |
| 1992年（平成04年） | 17,422           | [ * 8 ]  |
| 1993年（平成05年） | 16,948           | [ * 9 ]  |
| 1994年（平成06年） | 19,055           | [ * 10 ] |
| 1995年（平成07年） | 18,973           | [ * 11 ] |
| 1996年（平成08年） | 18,992           | [ * 12 ] |
| 1997年（平成09年） | 18,274           | [ * 13 ] |
| 1998年（平成10年） | 17,745           | [ * 14 ] |
| 1999年（平成11年） | 16,951           | [ * 15 ] |
| 2000年（平成12年） | 15,636           | [ * 16 ] |
| 2001年（平成13年） | 15,680           | [ * 17 ] |
| 2002年（平成14年） | 15,899           | [ * 18 ] |
| 2003年（平成15年） | 16,479           | [ * 19 ] |
| 2004年（平成16年） | 16,531           | [ * 20 ] |
| 2005年（平成17年） | 16,819           | [ * 21 ] |
| 2006年（平成18年） | 16,959           | [ * 22 ] |
| 2007年（平成19年） | 17,411           | [ * 23 ] |
| 2008年（平成20年） | 17,549           | [ * 24 ] |
| 2009年（平成21年） | 17,578           | [ * 25 ] |
| 2010年（平成22年） | 17,494           | [ * 26 ] |
| 2011年（平成23年） | 17,295           | [ * 27 ] |
| 2012年（平成24年） | 17,267           | [ * 28 ] |
| 2013年（平成25年） | 17,557           | [ * 29 ] |
| 2014年（平成26年） | 17,506           | [ * 30 ] |
| 2015年（平成27年） | 18,098           | [ * 31 ] |
| 2016年（平成28年） | 18,849           | [ * 32 ] |
| 2017年（平成29年） | 19,161           | [ * 33 ] |
| 2018年（平成30年） | 19,046           | [ * 34 ] |
| 2019年（令和元年） | 19,078           |          |

備註
1. ↑  1985年9月30日開業。開業日から翌年3月31日までの計183日間を集計したデータ。

## 巴士路線
北赤羽站入口
- 國際興業巴士
  - 赤01－練馬站
  - 赤02－成增站北口（經志村坂下、志村三丁目站）
  - 赤83－志村三丁目站（經志村坂下）
  - 赤85－平和台站
  - 赤01、赤02、赤83、赤84、赤85－赤羽站西口（經隧道）
  - 赤06－浮間舟渡站
  - 赤06－赤羽站東口（經赤羽岩淵站）
  - 赤71－浮間舟渡站 ※只於平日深夜服務
  - 赤72－戶田公園站（經浮間舟渡站） ※只有平日深夜一班

## 历史
- 1985年（昭和60年）9月30日－本站開業。
- 1987年（昭和62年）4月1日－國鐵分割民營化，本站由JR東日本接手管理。
- 2001年（平成13年）11月18日－智能卡系統Suica正式投入服務。
- 2007年（平成19年）3月9日－本站的綠色窗口停業。

## 相鄰車站
東日本旅客鐵道
 埼京線
■通勤快速、■快速
通過
■各站停車
赤羽（JA 15）－北赤羽（JA 16）－浮間舟渡（JA 17）

### 使用情況
1. ↑  東京都統計年鑑 （页面存档备份，存于） - 東京都

JR東日本2000年度以後的上車人次
1. ↑  各駅の乗車人員（2000年度） （页面存档备份，存于） - JR東日本
2. ↑  各駅の乗車人員（2001年度） （页面存档备份，存于） - JR東日本
3. ↑  各駅の乗車人員（2002年度） （页面存档备份，存于） - JR東日本
4. ↑  各駅の乗車人員（2003年度） （页面存档备份，存于） - JR東日本
5. ↑  各駅の乗車人員（2004年度） （页面存档备份，存于） - JR東日本
6. ↑  各駅の乗車人員（2005年度） （页面存档备份，存于） - JR東日本
7. ↑  各駅の乗車人員（2006年度） （页面存档备份，存于） - JR東日本
8. ↑  各駅の乗車人員（2007年度） （页面存档备份，存于） - JR東日本
9. ↑  各駅の乗車人員（2008年度） （页面存档备份，存于） - JR東日本
10. ↑  各駅の乗車人員（2009年度） （页面存档备份，存于） - JR東日本
11. ↑  各駅の乗車人員（2010年度） （页面存档备份，存于） - JR東日本
12. ↑  各駅の乗車人員（2011年度） （页面存档备份，存于） - JR東日本
13. ↑  各駅の乗車人員（2012年度） （页面存档备份，存于） - JR東日本
14. ↑  各駅の乗車人員（2013年度） （页面存档备份，存于） - JR東日本
15. ↑  各駅の乗車人員（2014年度） （页面存档备份，存于） - JR東日本
16. ↑  各駅の乗車人員（2015年度） （页面存档备份，存于） - JR東日本
17. ↑  各駅の乗車人員（2016年度） （页面存档备份，存于） - JR東日本
18. ↑  各駅の乗車人員（2017年度） （页面存档备份，存于） - JR東日本
19. ↑  各駅の乗車人員（2018年度） （页面存档备份，存于） - JR東日本
20. ↑  各駅の乗車人員（2019年度） （页面存档备份，存于） - JR東日本

東京都統計年鑑
1. ↑  .   [2020-07-29]. （原始内容存档于2016-03-05）.
2. ↑  .   [2020-07-29]. （原始内容存档于2016-03-05）.
3. ↑  .   [2020-07-29]. （原始内容存档于2015-06-29）.
4. ↑  .   [2020-07-29]. （原始内容存档于2016-03-05）.
5. ↑  .   [2020-07-29]. （原始内容存档于2016-03-05）.
6. ↑  .   [2020-07-29]. （原始内容存档于2016-03-05）.
7. ↑  .   [2020-07-29]. （原始内容存档于2016-03-05）.
8. ↑  .   [2017-12-12]. （原始内容存档于2013-08-15）.
9. ↑  .   [2017-12-12]. （原始内容存档于2013-02-03）.
10. ↑  .   [2017-12-12]. （原始内容存档于2013-02-03）.
11. ↑  .   [2017-12-12]. （原始内容存档于2013-02-03）.
12. ↑  .   [2017-12-12]. （原始内容存档于2013-02-03）.
13. ↑  .   [2017-12-12]. （原始内容存档于2016-03-04）.
14. ↑  東京都統計年鑑（平成10年）PDF
15. ↑  東京都統計年鑑（平成11年）PDF
16. ↑  .   [2017-12-12]. （原始内容存档于2016-03-04）.
17. ↑  .   [2017-12-12]. （原始内容存档于2016-03-04）.
18. ↑  .   [2017-12-12]. （原始内容存档于2017-07-29）.
19. ↑  .   [2017-12-12]. （原始内容存档于2017-07-29）.
20. ↑  .   [2017-12-12]. （原始内容存档于2017-07-29）.
21. ↑  .   [2017-12-12]. （原始内容存档于2017-07-29）.
22. ↑  .   [2017-12-12]. （原始内容存档于2017-07-29）.
23. ↑  .   [2017-12-12]. （原始内容存档于2017-07-29）.
24. ↑  .   [2017-12-12]. （原始内容存档于2017-07-29）.
25. ↑  .   [2017-12-12]. （原始内容存档于2016-03-26）.
26. ↑  .   [2017-12-12]. （原始内容存档于2016-03-27）.
27. ↑  .   [2017-12-12]. （原始内容存档于2016-03-25）.
28. ↑  .   [2017-12-12]. （原始内容存档于2016-03-27）.
29. ↑  .   [2017-12-12]. （原始内容存档于2016-03-22）.
30. ↑  .   [2017-12-12]. （原始内容存档于2017-07-30）.
31. ↑  .   [2017-12-12]. （原始内容存档于2018-11-09）.
32. ↑  .   [2020-07-29]. （原始内容存档于2019-05-02）.
33. ↑  .   [2020-07-29]. （原始内容存档于2019-12-03）.
34. ↑  .   [2020-07-29]. （原始内容存档于2020-08-04）.

## 外部連結
- 車站資訊（北赤羽）：東日本旅客鐵道

35°47′12.1092″N 139°42′22.2948″E / 35.786697000°N 139.706193000°E